# Barracuda (canción)
«Barracuda» es una canción de la banda estadounidense Heart. Fue lanzada como primer sencillo del álbum Little Queen (1977). Debido a su agresivo riff de guitarra, la canción se ha considerado una pieza de heavy metal. La canción alcanzó la posición n.º 11 en la lista Billboard Hot 100.
En Los ángeles de Charlie esta canción aparece asociada al personaje de Alex Munday (Lucy Liu).

## Track listing
1. "Barracuda" - 4:20

Live version
1. "Barracuda (featuring Jerry Cantrell, Dave Navarro, Duff McKagan, Rufus Wainwright, Gretchen Wilson and Carrie Underwood)" - 6:14

## Versiones
- The Accüsed en el álbum Hymns for the Deranged (1988).
- Joal en el álbum Joal (1989).
- Chastain en el álbum For Those Who Dare (1990).
- Fergie en la banda sonora de la película Shrek tercero.
- Alice in Chains en los VH1 Rock Honors en 2007.
- The Bad Plus en el álbum For All I Care.
- Doro en el álbum Love Me in Black (1998).
- Elenco de Glee con Adam Lambert en el episodio 10 de la quinta temporada (2009-2015).[3]
- Adrenaline Mob en el álbum Covertà (2013).
- Rachel Bloom en el álbum Trolls World Tour (2020).

## Listas de éxitos
| Lista (1977)                       | Posición |
| ---------------------------------- | -------- |
| Australia (ARIA)                   | 15       |
| Austria (Ö3 Austria Top 40)        | 16       |
| Bélgica (Flandes) (Ultratop 50)    | 30       |
| Canadá (RPM)                       | 2        |
| Alemania (Media Control AG)        | 8        |
| Países Bajos (Mega Single Top 100) | 29       |
| Nueva Zelanda (Recorded Music NZ)  | 37       |
| Suecia (Sverigetopplistan)         | 14       |
| Estados Unidos (Billboard Hot 100) | 11       |